# Julian Köster
Julian Köster (* 16. März 2000 in Bielefeld) ist ein deutscher Handballspieler. Trotz seiner Körpergröße von 2,00 m wird Köster häufig auf der Spitze der offensiven 3-2-1-Deckung eingesetzt. Im Angriff spielt er im linken oder mittleren Rückraum.

## Karriere

### Verein
Julian Köster spielte in seiner Jugend für den TuS SW Brauweiler. Ab 2015 lief der Rückraumspieler für den TSV Bayer Dormagen auf, für den er ab der Saison 2018/19 auch in der 2. Bundesliga eingesetzt wurde. Zur Saison 2020/21 unterschrieb der Rechtshänder beim Ligakonkurrenten VfL Gummersbach einen Vertrag bis 2024. Dieser wurde nach dem Aufstieg in der Saison 2021/22 in die 1. Bundesliga vorzeitig um ein Jahr verlängert. Seit der Bundesliga-Saison 2022/23 ist Köster zudem Kapitän der Mannschaft.
Ab der Saison 2026/27 wird er für den THW Kiel auflaufen.

### Nationalmannschaft
Köster gewann mit der deutschen U-19-Nationalmannschaft bei der Weltmeisterschaft 2019 die Silbermedaille und wurde als bester Abwehrspieler in das All-Star-Team des Turniers berufen.
In der deutschen A-Nationalmannschaft debütierte Köster als Zweitligaspieler am 5. November 2021 in einem Testspiel gegen Portugal in Luxemburg. Bei der Europameisterschaft 2022 bestritt er alle sieben Spiele und wurde mit 18 Feldtoren zweitbester Werfer der deutschen Mannschaft. Nach dem dritten Vorrundenspiel gegen Polen wurde er zum „Spieler des Spiels“ gekürt.
Bei der Weltmeisterschaft 2023 erreichte er mit der deutschen Nationalmannschaft den 5. Platz, bei der Europameisterschaft 2024 den 4. Platz.
Bei den Olympischen Spielen 2024 in Paris gewann Köster mit der Nationalmannschaft die Silbermedaille. Dafür wurden er und sein Team am 4. November 2024 vom Bundespräsidenten Frank-Walter Steinmeier mit dem Silbernen Lorbeerblatt ausgezeichnet.  Bei der Weltmeisterschaft 2025 scheiterte die DHB-Auswahl im Viertelfinale und beendete das Turnier auf Rang 6.

## Engagement
Köster engagierte sich im Mai 2024 als ein „Gesicht der Spiele“ der Special-Olympics-Landesspiele von Special Olympics Nordrhein-Westfalen vom 22.–25. Mai 2024 in Münster. Er leitete vor Ort ein Handballtraining mit rund 70 Sportlern und ist seitdem als Handball-Botschafter für Special Olympics aktiv.

## Auszeichnungen
- 2024: Silbernes Lorbeerblatt
- 2024: Felix (Sportler des Jahres in Nordrhein-Westfalen)